# 동지중추부사
동지중추부사(同知中樞府事)는 중추부의 종2품 관직이다. 
지중추부사, 판중추부사, 영중추부사보다는 낮지만 첨지중추부사보다는 높다. 주로 육조의 참판 및 대사헌, 홍문관·예문관의 양관 제학, 오위도총부의 부총관, 5군영의 대장, 좌우포도대장, 동지의금부사, 각 도의 병마절도사, 각 도의 관찰사, 부윤, 강화·수원·개성·광주의 유수 등을 역임한 관리가 주로 임명되었다. 